# Animal Protector
Animal Protector är en svensk actionfilm från 1988 i regi av Mats Helge Olsson.
Filmen är en av tre han spelade in tillsammans med David Carradine.

## Handling
På ett militärt laboratorium på Devils Rock leder den sadistiske översten Whitlock (Carradine) djurförsök i syfte att skapa nya biologiska vapen. Han anar inte att två soldater planerar ett myteri mot honom.
En grupp kvinnliga djurrättsaktivister ledda av Carrie (Camilla Lundén) beger sig även till ön för att frita djuren forskarna använder sig av.

## Rollista
- David Carradine - Överste Whitlock
- A.R. Hellquist - Jon Santino
- Camilla Lundèn - Carrie
- Mats Huddèn - Rock Lomax
- Timothy Earle - Frank Johnson

m.fl.
- Manus: Mats Helge Olsson, Anders Nilsson
- Regi: Mats Helge Olsson

## Trivia, övriga fakta
- Filmen släpptes under titlarna Born to Kill i Indien samt King of Soldier i Japan
- Hela filmen är inspelad i Kungälvs kommun, vid Karlstens fästning
- Djurrättsaktivisterna talar med brittisk dialekt, soldaterna talar amerikansk-engelska med en klar svensk brytning
- Charles Aperia påstod att de fick övertyga David Carradine om att hälla i sig mängder av kaffe och whiskey för att hålla sig i form under tagningarna